# 马蒂亚·特龙贝塔
马蒂亚·特龙贝塔（義大利語：Mattia Trombetta，1974年8月23日—），意大利男子赛艇运动员。他曾代表意大利参加世界赛艇锦标赛，获得一枚金牌和一枚银牌。他也曾参加1996年夏季奥运会。